# لين سايمور
لين سايمور هي راقصة باليه كندية، ولدت في 8 مارس 1939 في وينرايت ‏ في كندا.

## وصلات خارجية
- لين سايمور على موقع IMDb (الإنجليزية)
- لين سايمور على موقع الموسوعة البريطانية (الإنجليزية)
- لين سايمور على موقع مونزينجر (الألمانية)
- لين سايمور على موقع قاعدة بيانات الفيلم (الإنجليزية)